# Jorge Pereira da Silva
Jorge Pereira da Silva (nacido el 4 de diciembre de 1985) es un futbolista brasileño que se desempeña como delantero.
Jugó para clubes como el Nagoya Grampus Eight, Sanfrecce Hiroshima, Tokushima Vortis, FC Gifu, Bahia, Al-Mabarrah, Qormi, Kecskeméti TE, Al-Khaleej FC y Gżira United.

## Clubes
| Club                 | País           | Año         |
| -------------------- | -------------- | ----------- |
| Nagoya Grampus Eight | Japón          | 2004        |
| Sanfrecce Hiroshima  | Japón          | 2005        |
| Tokushima Vortis     | Japón          | 2006        |
| FC Gifu              | Japón          | 2007        |
| Bahia                | Brasil         | 2007 - 2008 |
| Mixto                | Brasil         | 2008 - 2009 |
| Águia Negra          | Brasil         | 2009        |
| Al-Mabarrah          | Líbano         | 2009 - 2011 |
| Qormi                | Malta          | 2011 - 2012 |
| Kecskeméti TE        | Hungría        | 2012 - 2013 |
| Qormi                | Malta          | 2013 - 2014 |
| Hibernians           | Malta          | 2014 - 2017 |
| Al-Khaleej FC        | Arabia Saudita | 2017 - 2018 |
| Gżira United         | Malta          | 2018 - 2019 |
| Birkirkara           | Malta          | 2020        |